# 210 г. пр.н.е.
210 (двеста и десета) година преди новата ера (пр.н.е.) е година от доюлианския (Помпилийски) римски календар.

## Събития

### В Европа

#### В Римската република
- Консули са Марк Клавдий Марцел (за IV път) и Марк Валерий Левин (за II път).
- Консулът Валерий Левин получава командването в Сицилия, след като сицилианците се оплакват от алчността и грабливостта на първоначално назначения консул Марцел.[1]
- Под началството на Марцел римляните постигат успехи в Апулия и Самниум.[2]
- Гней Фулвий Центумал Максим и войската му са победени от Ханибал като римляните дават около 10 000 жертви.[1] Марцел неуспешно се опитва да въвлече Ханивал в решителна битка в Лукания.[1]
- Римският флот е победен в близост до Тарент.[2]
- Консулът Валерий Левин завладава Агригент, което отново поставя цяла Сицилия под римски контрол.[2]
- Картагенците извършват набези в Сардиния.[2]
- Посланици на царят на Западна Нумидия Сифакс пристигат в Рим.[2]

#### В Испания
- Гай Клавдий Нерон постига победа над Хасдрубал Барка в неголямо сражение.[1]
- Към края на годината младият Публий Корнелий Сципион пристига в Испания с 10 000 войници, за да поеме командването от Нерон след изтичането на мандата му. Той зимува в Тарагона и възстановява силите на римската армия до 28 000 войници.[1]

#### В Гърция
- След превземането на Егина от римски и етолийски флот, пергамският цар Атал I купува острова от етолийците за 30 таланта. Така Атал намира повод да изпрати свой флот във войната срещу Филип V Македонски.[3]

### В Азия

#### В Китай
- След смъртта на Цин Шъхуан на трона на Китай се възкачва синът му Ер Ши Хуанди.

## Родени
- Птолемей V, е владетел на елинистически Египет (умрял 180 г. пр.н.е.)

## Починали
- 10 септември – Цин Шъхуан, първи император на Китай (роден 258 г. пр.н.е.)
- Гней Фулвий Центумал Максим, римски политик